# جينوكاد
جينوكاد  (بالإنجليزية: GenoCAD)‏
هو تطبيق ويب مفتوح المصدر لتصميم بنى الحمض الريبي النووي المنزوع الأكسجين الخاصة بـالهندسة الوراثية من خلال استخدام المنهجية القائمة على القواعد. ويُعتبر جينوكاد أيضًا تطبيقًا لـلتصميم بمساعدة الحاسوب (CAD) خاصًا بـ البيولوجيا التركيبية.

## السمات
يمكن تنظيم السمات الرئيسة لتطبيق جينوكاد إلى ثلاث فئات رئيسة.
- إدارة التسلسلات الجينية: الغرض من هذه الفئة هو مساعد ة المستخدمين على تحديد الأجزاء اللازمة، في إطار مجموعات كبيرة من الأجزاء الوراثية، لمشروع ما وتنظيمها في المكتبات المحددة للمشروع.
  - الأجزاء الوراثية: تنطوي الأجزاء على معرف مميز واسم ووصف أكثر عمومية. كذلك تنطوي الأجزاء على تسلسل نووي لأجزاء الدي إن إيه. وترتبط الأجزاء بـعلم النحو والصرف ويتم تخصيصها لفئة أجزاء مثل المنشط أو الجين وما إلى ذلك.
  - مكتبات الأجزاء: يتم تنظيم مجموعات الأجزاء في مكتبات. في بعض الحالات تتوافق مكتبات الأجزاء مع الأجزاء المستوردة من مصدر واحد مثل قاعدة بيانات تسلسل آخر. وفي حالات أخرى، تتوافق المكتبات مع الأجزاء المستخدمة لمشروع تصميم معين. ويمكن نقل أجزاء من مكتبة إلى أخرى من خلال منطقة تخزين مؤقتة تُسمى العربة (المماثلة لعربات التسوق والتجارة الإلكترونية).
  - البحث عن الأجزاء: يمكن للمستخدمين البحث في قاعدة بيانات الأجزاء باستخدام محرك البحث لوسين. وتكون وسائط البحث الأساسية والمتقدمة متوفرة. ويمكن للمستخدمين تطوير استعلامات معقدة وحفظها لإعادة استخدامها في المستقبل.
  - استيراد/تصدير الأجزاء: يمكن استيراد الأجزاء وتصديرها بشكل فردي أو على شكل مكتبات كاملة باستخدام تنسيقات الملفات القياسية (على سبيل المثال، tab delimited أو فاستا).
- جمع التسلسلات في بنى وراثية: يتمثل الغرض من هذه الفئة من السمات في تبسيط عملية جمع الأجزاء الوراثية في تصميمات متوافقة مع إستراتيجية تصميم محددة.
  - أداة التصميم بالإشارة والنقر: يرشد هذا المعالج المستخدم من خلال سلسلة من قرارات التصميم التي تحدد بنية التصميم واختيار الأجزاء المدرجة في التصميم.
  - إدارة التصاميم: يمكن حفظ التصاميم في مكان عمل المستخدم. ويتم تحديث حالات التصميم بصفة منتظمة لتحذير المستخدمين من نتائج تحرير الأجزاء على تصاميم تم حفظها مسبقًا.
  - تصدير التصاميم: يمكن تصدير التصاميم باستخدام تنسيقات الملفات القياسية (على سبيل المثال، GenBank أو tab delimited أو فاستا).
- مساحة عمل المستخدم: يمكن للمستخدمين تخصيص مساحة العمل الخاصة بهم من خلال إضافة أجزاء لقاعدة بيانات جينوكاد وإنشاء مكتبات مخصصة تتوافق مع مشروعات تصميم محددة وحفظ التصاميم على مراحل مختلفة من التطوير.

## الأساس النظري
يعود أساس جينوكاد إلى نظرية اللغات الرسمية. وعلى نحو خاص، تشكل قواعد التصميم التي تصف كيفية جمع أنواع مختلفة من أجزاء علوم النحو الخالية من السياق.

## وصلات خارجية
- جينوكاد على موقع Open Hub (الإنجليزية)
- GenoCAD.org
- Project page on سورس فورج.